# Prédication de Jean-Baptiste
La Prédication de Jean-Baptiste (également connu sous le nom de Sermon de saint Jean-Baptiste) est une peinture à l'huile sur toile datant de v. 1561  du peintre de la Renaissance vénitienne Paul Véronèse, une des plus importantes de son catalogue, aujourd'hui conservée à la Galerie Borghèse à Rome. Le tableau représente Jean le Baptiste agissant comme messager de la venue de Jésus-Christ.

## Histoire
Le tableau entre dans la collection du cardinal Scipione Caffarelli-Borghese en 1607 grâce à un don de Francesco Barbaro (patriarche d'Aquilée), qui appartenait à une famille proche de Véronèse. Une lettre conservée de Francesco Barbaro au cardinal Borghèse documente qu'il lui a envoyé séparément deux tableaux de Véronèse ; la lettre ne décrit pas les tableaux de manière très détaillée, mais précise que les deux tableaux représentent des prédications. La Galerie Borghèse possède depuis un certain temps deux tableaux représentant des prédications, la Prédication de Jean-Baptiste et la Prédication de saint Antoine de Padoue, tous deux de Véronèse. Avant leur transfert à la villa Borghèse Pinciana (aujourd'hui Galerie Borghèse), les deux tableaux avaient été accrochés au Palazzo Torlonia en 1613, quand ils ont été décrits en vers par le poète de la cour Scipione Francucci.
En 1897, le critique d'art Giovanni Morelli a contesté l'attribution des deux tableaux à Véronèse, les attribuant plutôt à Giovanni Battista Zelotti,.

## Description
Le tableau représente Jean-Baptiste prêchant dans une forêt ou un désert. Les arbres sont grêles et le ciel jaune rosé nuageux, comme au crépuscule ou à l'aube. Jean-Baptiste est au centre de la toile, en pied, occupant environ le tiers central de celle-ci. Vêtu d'une ample robe rouge et de fourrures nouées à la taille, pieds nus, il tient un bâton avec une bannière blanche sur laquelle est écrit « ECCE », une interjection latine signifiant « voici ! » ou « regarde ! ». Il fait un geste avec son bras droit tendu et désigne un personnage masculin barbu qui s'approche du coin inférieur gauche du tableau, vêtu d'une robe rosée et dorée : Jésus.
Jésus regarde vers sa droite hors de la toile (la gauche du tableau) presque comme s'il était perdu, confus ou inconscient des personnes à proximité. Bien qu'il pointe du doigt Jésus, Jean regarde vers trois personnages masculins enturbannés qui occupent le tiers le plus à droite de la toile avec une expression vide, voire hautaine.
Les trois personnages orientaux enturbannés, somptueusement vêtus, représentent probablement des rabbins ou d'autres élites juives. Celui le plus à droite fait face à Jean-Baptiste, la main gauche sur sa hanche et la tête penchée en arrière, dans une expression de mépris et d'incrédulité. Les vêtements de ce personnage sont très détaillés : il porte ce qui semble être un manteau jaune doré avec des fentes au niveau des coudes et un col, des épaules et des poignets plissés, ainsi qu'un turban rosé et rouge et un châle ou une cape en soie blanche diaphane avec des motifs circulaires dorés. Le rabbin du milieu regarde celui le plus à droite,  passant son bras gauche entre ce dernier et Jean-Baptiste. Il tient son pouce et son index rapprochés comme s'il intervenait ou faisait valoir un point de vue. Il porte une barbe noire. La majeure partie de son corps est visible entre les deux autres rabbins : il porte une robe verte, rose et rouge, accompagnée d'un foulard rouge et blanc et d'un turban rouge, blanc et jaunâtre. Le rabbin le plus à gauche a une barbe et une moustache grises et porte une coiffe de fourrure brune et grise ; il regarde vers le bas et pose sa main droite sur son visage comme s'il était en contemplation. Il est le plus proche de Jean-Baptiste et, à l'exception de son visage, il est caché par le corps de Jean.
Outre les rabbins, quatre figures humaines sont représentées dans le tableau. Une figure féminine agenouillée dans le coin inférieur droit tourne le dos au spectateur, mais regarde Jean-Baptiste. Elle porte une robe blanche, rose et rouge orangé qui ne couvre pas son épaule gauche ; ses cheveux sont attachés en arrière avec un tissu blanc noué. Son pied droit chaussé de sandales est visible. Un jeune enfant la tient et regarde directement le spectateur par-dessus son épaule droite. Deux autres figures féminines sont situées en bas au centre du tableau, sous le bras tendu de Jean-Baptiste. La plus à droite des deux s'appuie sur un arbre, portant un foulard blanc et des robes roses et dorées qui ne sont pas sans rappeler celles de Jésus qu'elle regarde. La plus à gauche, est assise sur le sol contre un arbre, portant une coiffe rosâtre et des robes blanches et rouges. Elle a sa main gauche sur sa poitrine et regarde le sol. Ce qui semble être une figure masculine repose sa tête sur son épaule gauche ; seul son visage est visible.

## Analyse

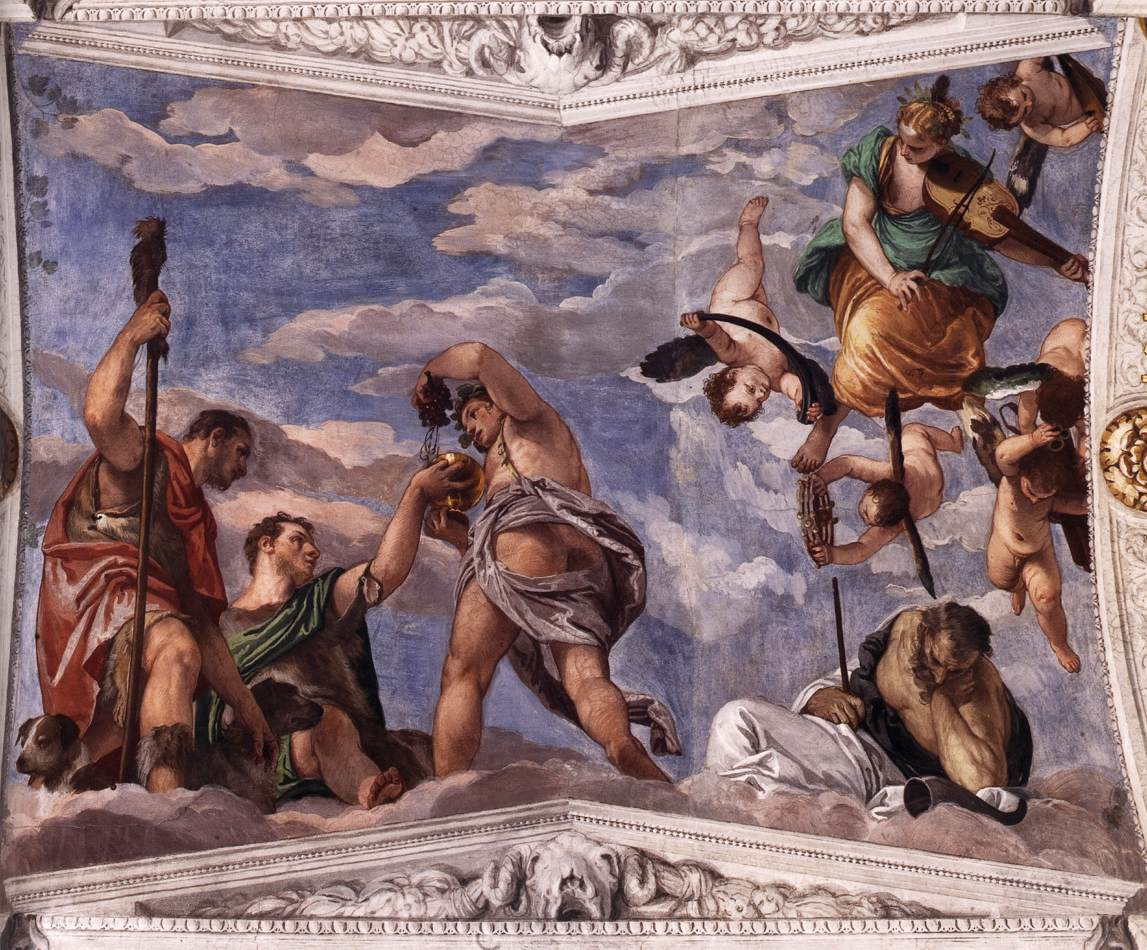
Paul Véronèse, Bacchus, Vertumne et Saturne, 1560-1561, Villa Barbaro, Maser.

Certains aspects du plan de la composition picturale sont innovants : la mise en perspective est construite sur trois plans successifs devant lesquels se trouvent les personnages et les arbres tout au long de diagonales. La vue en  contre-plongée  rend les raccourcis monumentaux. Jean-Baptiste et les Orientaux monumentaux reprennent une caractéristique des œuvres du peintre de la décennie précédentes, comme les peintures du palais des Doges et de l'Église San Sebastiano de Venise, ou de la même époque comme dans la Villa Barbaro à Maser (Italie). Les effets de contre-jour obtenus par les ombres colorées sont très suggestifs. 
Dans ce tableau, Jean-Baptiste agit principalement et littéralement comme un messager de la venue de Jésus. Le langage corporel contrasté des rabbins témoigne différentes réactions au message de Jean. La représentation détaillée et somptueuse des vêtements et des tissus des personnages de Véronèse peut être considérée comme une réflexion sur la qualité des textiles vénitiens, un thème également présent dans les œuvres de Palma le Vieux,.